# Пропозиционална логика
Пропозиционалната логика или логиката на изказванията (по-стар термин: съждителната логика) се занимава с целите пропозиции в ролята им на носители на стойности по истинност и съотв. с истинностно-фунционалните отношенията между тях, за да изследва валидността на аргументи, базиранни на тези отношения. Тя е най-елементарната логическа теория.
Под пропозиция или съждение се разбира едно съобщително изречение (или евентуално неговото съдържание). За пропозициите  – за разлика от въпросителните и заповедните изречения – е характерно, че те имат свойството да бъдат истинни или неистинни. В този смисъл пропозициите биха могли да приемат две стойности (т.нар. „стойности по истинност“ или „истинностни стойности“): истина или неистина. Сложните (комплексните) пропозиции билат образувани чрез свързане на по-прости и в крайна сметка на елементарни пропозиции с помощта на т.нар. логически съюзи (или връзки): конюнкция, дизюнкция, импликация, еквивалентност и др. Последните се интерпретират като двуместни оператори (или изрази на функции от два аргумента). Тъй като както аргументите, така и стойностите за тези аргументи са стойностти по истинност, в случая се говори и за „истинностни функции“. Един граничен случай представлява отрицанието, което се явява едноместен оператор (израз на истинностна функция от един аргумент). То може да се разбира като операция, която обръща стойността по истинност на едно изречение. За стойността по истинност И (истина) то дава стойността по истинност Н (неистина), а за стойността по истинност Н дава И.
| израз от естествения език | име на логическия съюз                        | символ | в математиката |
| ------------------------- | --------------------------------------------- | ------ | -------------- |
| не                        | отрицание                                     | ¬      | NOT            |
| и                         | конюнкция                                     | ∧      | AND            |
| или                       | дизюнкция                                     | ∨      | OR             |
| ако - то                  | импликация                                    | →      | IMPLY          |
| ..., ако                  | обърната импликация                           | ←      |                |
| не двете                  | отрицание на конюнкцията                      | ↑      | NAND           |
| тогава и само тогава      | еквивалентност                                | ↔      | XNOR           |
| нито, нито                | свързано отрицание (отрицание на дизюнкцията) | ↓      | NOR            |

В рамките на ИИ това е изчисление на изказването.